# Eau Claire (Wisconsin)
Eau Claire je město ve Wisconsinu, USA. Sídlí v něm správa okresu Eau Claire County. Podle odhadů ze sčítání lidu z roku 2010 mělo 65 883 obyvatel.
Díky tomu se jedná o největší město v severozápadní části státu a 9. největší ve státě Wisconsin.

## Původ názvu města
Název města, „Eau Claire“, je z francouzštiny a v překladu znamená „Čiré vody“ - pojmenované po řece Eau Claire river ve Wisconsinu. Podle místní legendy byla řeka tak pojmenována, protože dřívější francouzští výzkumníci cestující podél zablácené řeky Chippewa River, stalo se pak u Eau Claire River, nadšeně zvolali: „tady je čirá voda“ - městské motto, které se objevuje na městských pečetích.

Sarge Boyd Bandshell - Owen Park